# Pardosa paralapponica
Pardosa paralapponica este o specie de păianjeni din genul Pardosa, familia Lycosidae, descrisă de Schenkel, 1963. Conform Catalogue of Life specia Pardosa paralapponica nu are subspecii cunoscute.